# Gaetano Masucci
Gaetano Vittorio Masucci, detto Tano (Avellino, 26 ottobre 1984), è un dirigente sportivo ed ex calciatore italiano, di ruolo attaccante.

## Caratteristiche tecniche
In attività era una seconda punta agile, che poteva giocare anche come ala offensiva, su entrambe le fasce.

## Carriera

### Inizi
Muove i primi passi in Campania presso la Polisportiva Agrese, prima di passare al Torino.

### Sassuolo e prestito al Frosinone
Formatosi nelle giovanili del club granata, passa al Sassuolo all'inizio della stagione 2004-2005.
Al termine della stagione successiva, è stato protagonista della promozione in Serie C1 del Sassuolo, segnando un gol nell'andata della finale dei play-off contro il Sansovino. Dopo due stagioni in Serie C1, la squadra ottiene la prima storica promozione in Serie B. 
Debutta in serie cadetta il 30 agosto 2008 nella sfida persa fuori casa per 1-0 contro la Salernitana. Chiude poi la stagione con 35 presenze e 4 reti. 
Nella stagione successiva, condizionata da un infortunio e da una squalifica di quattro giornate per aver colpito negli spogliatoi un avversario alla coscia al termine della partita persa contro la Reggina, colleziona 27 incontri e segna 5 reti.
Nella stagione 2010-2011 segna al debutto la sua prima doppietta in Serie B contro il Livorno.
Il 28 gennaio 2011 passa in prestito al Frosinone insieme al suo compagno Gianluigi Bianco nell'ambito dell'operazione che porta Antonio Bocchetti in neroverde.
Ritornato dal prestito, il 18 maggio 2013 conquista la promozione in Serie A, la prima in assoluto della squadra emiliana, guidata in quella stagione da Eusebio Di Francesco. Il 24 luglio 2013, durante il Trofeo TIM, segna una doppietta ai danni del Milan, decisiva per la vittoria neroverde del triangolare estivo. Il 25 agosto dello stesso anno, all'età di 28 anni, debutta in Serie A nella trasferta persa 2-0 contro il Torino.

### Ritorno al Frosinone e Virtus Entella
Nell'estate del 2014 torna al Frosinone, dove era già stato ceduto in prestito nel 2011, firmando un contratto biennale.
Qui gioca 14 partite e segna 1 gol (contro il Lanciano) e il 2 febbraio 2015 passa a titolo definitivo all'Entella firmando un contratto fino al giugno 2016.
Viene presentato alla stampa due giorni dopo al termine dell'amichevole Entella-Genoa 0-1 e debutta da titolare l'8 febbraio in Entella-Spezia 2-0.
Il 28 febbraio segna il suo primo gol con i biancocelesti nella sconfitta interna per 2-5 contro il Pescara. Segna la sua prima doppietta il 21 marzo di testa in Entella-Catania 2-0.
In occasione di Livorno-Entella 2-1 dell'8 maggio si procura una lesione distrattiva del bicipite femorale in fase di stadiazione; torna in campo quasi un mese dopo nella gara di ritorno dei play-out contro il Modena non riuscendo però a salvare l'Entella. Conclude così l'annata con 16 presenze e 3 gol.
Rimane all'Entella anche per la stagione successiva con la riammissione del club in Serie B in seguito allo scandalo calcioscommesse e durante l'amichevole vinta per 2-1 contro il Genoa del 5 agosto si procura una distorsione di ginocchio e alla caviglia con lesione della membrana interossea con tempi di recupero stimati in 5 settimane.
Torna in campo il 12 settembre in occasione della prima partita di campionato vinta per 2-0 contro il Cesena e il 3 ottobre segna il suo primo gol stagionale contro la Pro Vercelli. Il 21 novembre in Entella-Lanciano 1-1 indossa per la prima volta la fascia da capitano date le assenze di Volpe, Staiti e Troiano. Il 19 dicembre in occasione di Entella-L.R. Vicenza 4-1 tocca quota 200 presenze in carriera. In questa stagione colleziona 37 presenze e 9 reti in B e nei primi sei mesi della stagione 2016-17 segna 5 gol in 19 partite tra campionato e Coppa Italia. Complessivamente in due anni ha messo insieme 72 presenze e 17 gol.

### Ultimi anni al Pisa
Il 26 gennaio 2017 viene ceduto al Pisa con cui firma un contratto fino al giugno 2019. Due giorni più tardi va a segno all'esordio in occasione del pareggio 1-1 dei nerazzurri sul campo del Novara. Nell'estate del 2019 rinnova per altri tre anni il suo contratto con la società neroazzurra.
Milita nel club toscano sino alla stagione 2023-2024, al termine del quale si ritira.

### Dopo il ritiro
Nell'estate del 2024 viene ammesso al corso UEFA B che consente di essere tesserati come collaboratori negli staff di Serie A e B e di essere allenatori in seconda in Serie C oltre a poter allenare tutte le prime squadre fino alla Serie D. Dopo aver conseguito nel frattempo la qualifica da direttore sportivo, nel settembre del 2024 entra nei quadri dirigenziali del Sestri Levante, club ligure di Serie C, come collaboratore dell’area tecnica.

## Vita privata
Il 21 giugno 2011 si sposa con Livia Colucci, nella Chiesa di Baiano.

## Statistiche

### Presenze e reti nei club
| Stagione         | Squadra          | Campionato       | Campionato | Campionato | Coppe nazionali | Coppe nazionali | Coppe nazionali | Coppe continentali | Coppe continentali | Coppe continentali | Altre coppe | Altre coppe | Altre coppe | Totale | Totale |
| Stagione         | Squadra          | Comp             | Pres       | Reti       | Comp            | Pres            | Reti            | Comp               | Pres               | Reti               | Comp        | Pres        | Reti        | Pres   | Reti   |
| ---------------- | ---------------- | ---------------- | ---------- | ---------- | --------------- | --------------- | --------------- | ------------------ | ------------------ | ------------------ | ----------- | ----------- | ----------- | ------ | ------ |
| 2004-2005        | Sassuolo         | C2               | 17+2       | 3          | CI              | 0               | 0               | -                  | -                  | -                  | -           | -           | -           | 19     | 3      |
| 2005-2006        | Sassuolo         | C2               | 26+3       | 4+1        | CI              | 0               | 0               | -                  | -                  | -                  | -           | -           | -           | 29     | 5      |
| 2006-2007        | Sassuolo         | C1               | 29+2       | 5          | CI              | 0               | 0               | -                  | -                  | -                  | -           | -           | -           | 31     | 5      |
| 2007-2008        | Sassuolo         | C1               | 30         | 9          | CI              | 0               | 0               | -                  | -                  | -                  | -           | -           | -           | 30     | 9      |
| 2008-2009        | Sassuolo         | B                | 35         | 4          | CI              | 2               | 0               | -                  | -                  | -                  | -           | -           | -           | 37     | 4      |
| 2009-2010        | Sassuolo         | B                | 27         | 5          | CI              | 2               | 1               | -                  | -                  | -                  | -           | -           | -           | 29     | 6      |
| 2010-gen. 2011   | Sassuolo         | B                | 18         | 3          | CI              | 1               | 1               | -                  | -                  | -                  | -           | -           | -           | 19     | 4      |
| gen.-giu. 2011   | Frosinone        | B                | 18         | 4          | CI              | 0               | 0               | -                  | -                  | -                  | -           | -           | -           | 18     | 4      |
| 2011-2012        | Sassuolo         | B                | 19         | 4          | CI              | 1               | 0               | -                  | -                  | -                  | -           | -           | -           | 20     | 4      |
| 2012-2013        | Sassuolo         | B                | 14         | 4          | CI              | 0               | 0               | -                  | -                  | -                  | -           | -           | -           | 14     | 4      |
| 2013-2014        | Sassuolo         | A                | 13         | 0          | CI              | 1               | 0               | -                  | -                  | -                  | -           | -           | -           | 14     | 0      |
| Totale Sassuolo  | Totale Sassuolo  | Totale Sassuolo  | 228+7      | 41+1       |                 | 7               | 2               |                    | -                  | -                  |             | -           | -           | 242    | 44     |
| 2014-feb. 2015   | Frosinone        | B                | 14         | 1          | CI              | 1               | 0               | -                  | -                  | -                  | -           | -           | -           | 15     | 1      |
| Totale Frosinone | Totale Frosinone | Totale Frosinone | 32         | 5          |                 | 1               | 0               |                    | -                  | -                  |             | -           | -           | 33     | 5      |
| feb.-giu. 2015   | Entella          | B                | 15+1       | 3          | CI              | 0               | 0               | -                  | -                  | -                  | -           | -           | -           | 16     | 3      |
| 2015-2016        | Entella          | B                | 37         | 9          | CI              | 0               | 0               | -                  | -                  | -                  | -           | -           | -           | 37     | 9      |
| 2016-gen. 2017   | Entella          | B                | 17         | 5          | CI              | 2               | 0               | -                  | -                  | -                  | -           | -           | -           | 19     | 5      |
| Totale Entella   | Totale Entella   | Totale Entella   | 69+1       | 17         |                 | 2               | 0               |                    | -                  | -                  |             | -           | -           | 72     | 17     |
| gen.-giu. 2017   | Pisa             | B                | 17         | 4          | CI              | 0               | 0               | -                  | -                  | -                  | -           | -           | -           | 17     | 4      |
| 2017-2018        | Pisa             | C                | 32+2       | 6          | CI+CI-C         | 2+0             | 0               | -                  | -                  | -                  | -           | -           | -           | 36     | 6      |
| 2018-2019        | Pisa             | C                | 35+6       | 4+2        | CI+CI-C         | 4+0             | 1+0             | -                  | -                  | -                  | -           | -           | -           | 45     | 7      |
| 2019-2020        | Pisa             | B                | 26         | 6          | CI              | 1               | 1               | -                  | -                  | -                  | -           | -           | -           | 27     | 7      |
| 2020-2021        | Pisa             | B                | 15         | 2          | CI              | 1               | 0               | -                  | -                  | -                  | -           | -           | -           | 16     | 2      |
| 2021-2022        | Pisa             | B                | 27+2       | 1          | CI              | 1               | 1               | -                  | -                  | -                  | -           | -           | -           | 26     | 2      |
| 2022-2023        | Pisa             | B                | 23         | 6          | CI              | 1               | 1               | -                  | -                  | -                  | -           | -           | -           | 24     | 7      |
| 2023-2024        | Pisa             | B                | 13         | 1          | CI              | 1               | 0               | -                  | -                  | -                  | -           | -           | -           | 14     | 1      |
| Totale Pisa      | Totale Pisa      | Totale Pisa      | 188+10     | 30+2       |                 | 11              | 4               |                    | -                  | -                  |             | -           | -           | 209    | 36     |
| Totale carriera  | Totale carriera  | Totale carriera  | 515+16     | 93+3       |                 | 20              | 6               |                    | -                  | -                  |             | -           | -           | 551    | 102    |

## Palmarès

### Club

#### Competizioni nazionali
- Serie C1: 1

Sassuolo: 2007-2008
- Supercoppa di Lega di Serie C1: 1

Sassuolo: 2008
- Campionato italiano di Serie B: 1

Sassuolo: 2012-2013